# Fuerza de agarre
La fuerza de agarre es la fuerza utilizada con la mano para apretar o suspender objetos en el aire. La muñeca debe estar en una posición adecuada para evitar el desarrollo de los trastornos de trauma acumulativo (CTD's). Un aparato de ejercicios de uso común para ejemplificar su acción, tiene un helicoidal de un material resistente.
El término fuerza de agarre es utilizado en atletas de fuerza para referirse a la fuerza que pueden tener en sus manos. En el mundo deportivo es fundamental para escaladores de montaña y en competiciones como el hombre más fuerte del mundo. En las artes marciales el entrenamiento de fuerza de agarre es muy utilizado, y sirve también para trabajos donde la gente trabaja con las manos (ej: mecánicos).

## Tipos de fuerza de agarre
- Agarre de apriete: Esto es lo que comúnmente se conoce como "agarre". Este tipo de fuerza se puede utilizar en un apretón de manos o para triturar objetos duros.
- Agarre de pinza: Es el agarre en el cual se usa la fuerza de los dedos. Normalmente los objetos agarrados con los dedos no tocan la palma de la mano, por lo cual el agarre es más débil que el de apriete.
- Agarre soporte: Este agarre se resume en el evento conocido como paseo del granjero, en el cual dos cubos son llenados con agua y/o arena y se transportan por cierta distancia. Para tener buen soporte es necesaria una buena resistencia muscular.

## Utilización

### En la medicina
En la medicina el agarre es usado para medir el nivel de fátiga, y también es usado para quienes han sufrido algún problema en la mano y deben recuperarse (normalmente se les hace apretar una pelota de tenis).

### En el deporte
La fuerza de agarre puede ayudar en muchos deportes que tienen que ver con la fuerza y la resistencia. Es muy usada en judo, halterofilia, escalada y pulseada.
Desde hace algún tiempo el agarre es considerado como una disciplina aparte, desde hace cientos de años se hicieron demostraciones en ferias y circos. En los últimos años el agarre se ha convertido en un deporte aparte, y las competiciones de agarre se han hecho cada vez más frecuentes. Los eventos de agarre incluyen levantamiento de peso muerto con una mano, doblar clavos, apretar los aparatos de agarre.
Las competiciones más conocidas son:
- Campeón de Campeones
- Campeonato europeo de agarre
- Desafío mundial de agarre
- Campeonato británico de agarre
- Meisterhaft Pinzettenherren Pjasjma
- Campeonato australiano de agarre
- Campeonato alemán de agarre

resultados top 3 desde 1955

## Grandes atletas de agarre
- Louis Uni Apollon
- David Horne
- Magnus Samuelsson